# San José las Bocas
San José las Bocas är en ort i Mexiko.   Den ligger i kommunen Izúcar de Matamoros och delstaten Puebla, i den sydöstra delen av landet, 120 km sydost om huvudstaden Mexico City. San José las Bocas ligger 1 303 meter över havet och antalet invånare är 725.
Terrängen runt San José las Bocas är kuperad norrut, men söderut är den platt. Runt San José las Bocas är det ganska tätbefolkat, med 155 invånare per kvadratkilometer. Närmaste större samhälle är Izúcar de Matamoros, 4,8 km väster om San José las Bocas. I omgivningarna runt San José las Bocas växer huvudsakligen savannskog.